# Középalmás
Középalmás (románul: Almașu de Mijloc) falu Romániában, Fehér megyében.

## Népessége
1850-ben 386 lakosa mind román volt. 2002-ben a 220 lakosból 217 román, 3 magyar volt, felekezeti megoszlás szerint pedig 181 görögkeleti, 35 pünkösdista és 1 református.

## Jegyzetek

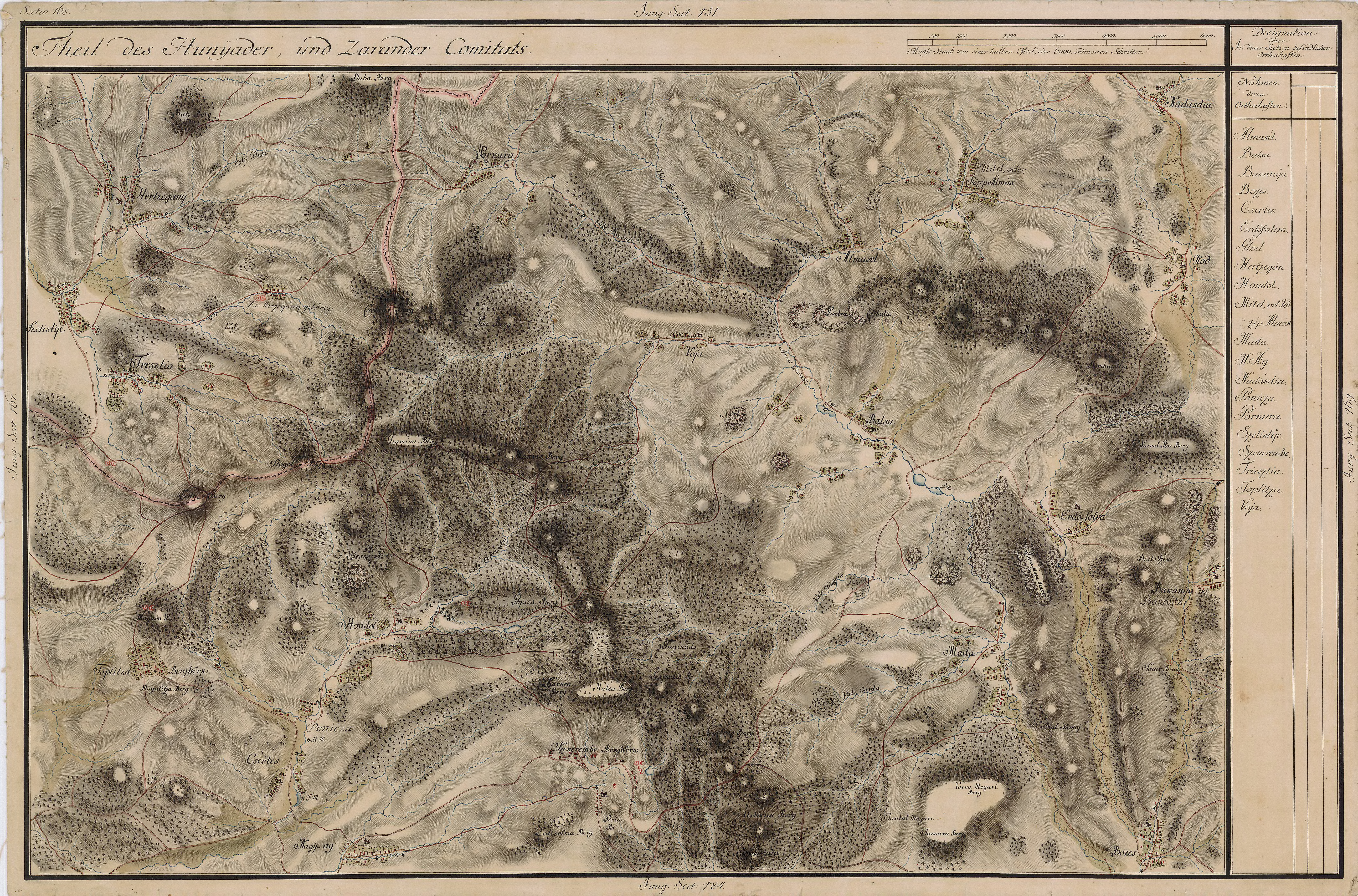
Középalmás környéke 1769-1773 között